# Говер, Милдред
Ми́лдред Го́вер (англ. Mildred Gover; 16 сентября 1905, Омаха, Небраска, США — 11 сентября 1947, Лос-Анджелес, Калифорния, США) — американская актриса

.

## Биография и карьера
Милдред Говер родилась 16 сентября 1905 года в Омахе (штат Небраска, США).
Говер была афро-американской характерной актрисой, неизменно снимающейся в фильмах 1930-х и 1940-х годов, в которых, как правило, играла горничных и других разных прислуг. Она дебютировала в кино в 1931 году, сыграв роль Миссис Вашингтон в короткометражном фильме «Живые змеи». Всего сыграла в 52-х фильмах, исполнив свою последнюю роль Мэтти в фильме «Невеста в сапогах» в 1946 году.
Говер скончалась 11 сентября 1947 года в Лос-Анджелесе, штат Калифорния, на 42-м году жизни.

## Избранная фильмография
| Год  |   | Русское название   | Оригинальное название | Роль                |
| ---- | - | ------------------ | --------------------- | ------------------- |
| 1937 | ф | Стелла Даллас      | Stella Dallas         | Служанка Агнес      |
| 1940 | ф | Чёрная команда     | Dark Command          | Элли, служанка Мэри |
| 1940 | ф | Дорога на Санта-Фе | Santa Fe Trail        | Няня-негритянка     |